# Acrosomata
Les acrosomés (Acrosomata) sont un clade présumé, proposé en 1995 par Peter Ax pour regrouper les Ctenophora et les Bilateria. 
Il tire son nom du fait que les spermatozoïdes des cténophores ne possèdent qu'un seul grand acrosome, ce qui les rapproche de ceux des bilatériens. 
L'existence de ce clade reste hypothétique tant que l'ordre dans lequel ont divergé les cténophores, cnidaires et bilatériens n'est pas arrêté. Certaines études moléculaires phénétiques considèrent en effet les cnidaires comme plus proches des bilatériens que les cténophores, ce qui rendrait ce clade obsolète. Toutefois la détermination moléculaire de cette parenté est difficile à interpréter à cause du biais d'attraction des longues branches.